# Nun danket alle Gott (choral)

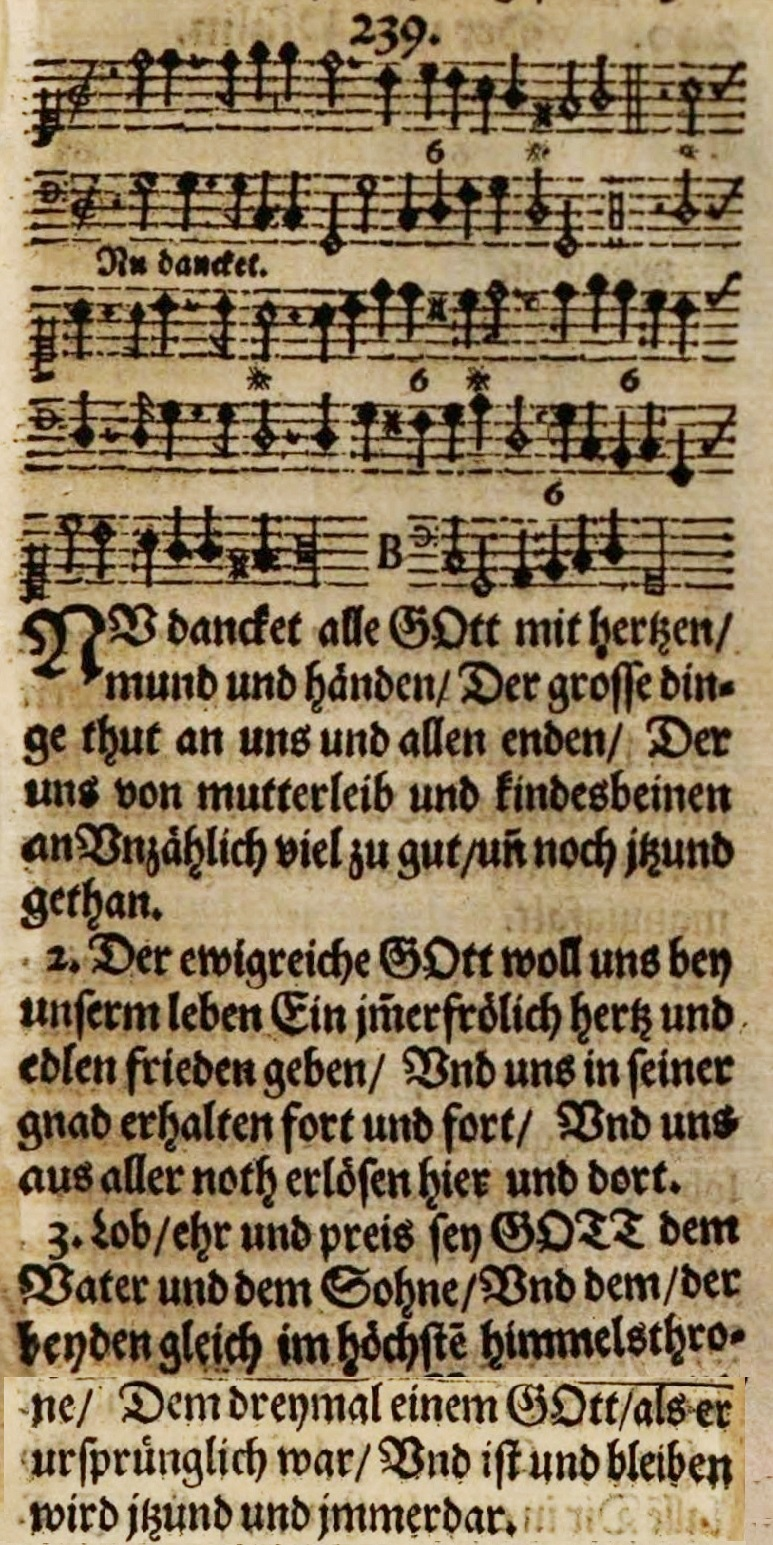
Nun danket alle Gott, texte et mélodie avec basse chiffrée dans Praxis pietatis melica de Johann Crüger (1653)

Ne doit pas être confondu avec Nun danket alle Gott.
Nun danket alle Gott (français : Maintenant, rendez tous grâces à Dieu) est un choral composé par le pasteur protestant d'Eilenbourg Martin Rinckart (1586–1649). Il est l'un des chorals les plus connus en langue allemande.

## Histoire
Le texte Nun danket alle Gott apparait en 1636 dans le livre Jesu Hertz-Büchlein de Rinckart, où il est répertorié sous la rubrique Tisch-Gebetlein. La mélodie est également attribuée par certains spécialistes à Rinckart, par d'autres à Johann Crüger, dans son livre de cantiques Praxis pietatis melica paru en 1647. Les trois strophes ont été écrites indépendamment de la musique soit comme des prières d'actions de grâce ou reliées à la mélodie comme Lied zu Tisch. Une tradition souvent avancée établit une relation avec le centenaire de la Confession d'Augsbourg (1630) mais cela ne ressort pas du texte lui-même, et cette tradition est considérée comme historiquement discutable.
Vers la fin du XVIIe siècle, le choral faisait déjà partie intégrante de nombreux grands livres de cantiques de l'Église protestante en Allemagne. Il devient célèbre au XVIIIe siècle, après la bataille de Leuthen comme « Choral de Leuthen ». Près de la ville Leuthen en Basse-Silésie, l'armée prussienne sous le commandement de Frédéric II a vaincu le 5 décembre 1757, les Autrichiens dans le cadre de la guerre de Sept Ans. Dans la soirée, après la bataille, 25 000 soldats ont spontanément chanté le choral, qui est devenu par la suite un hymne patriotique populaire de la Prusse et plus tard de l'Allemagne.
Le choral est entonné par le chancelier Konrad Adenauer, en 1955 au camp Lager Friedland après le retour des derniers prisonniers de guerre allemands libérés par l'Union soviétique.

## Textes
| Texte original | Texte actuel |
| --- | --- |
| Nun dancket alle Gott Mit Hertzen Mund vnd Händen Der grosse Dinge thut An vns vnd aller Enden Der vns von Mutter Leib Vnd Kindes Beinen an Vnzehlig viel zu gut Vnd noch j[e]tzund gethan. Der ewig reiche Gott Woll vns auff vnser Leben Ein jmmer frölich Hertz Vnd edlen Frieden geben: Vnd vns in seiner Gnad Erhalten fort vnd fort Vnd uns aus aller Noth Erlösen hier vnd dort. Lob / Ehr v[n]d Preis sey Gott Dem Vater vnd dem Sohne Vnd dem der beyden gleich Im höchsten Himmels Throne: Dem dreymal einen Gott Als Er vrsprünglich war Vnd ist / vnd bleiben wird Jetzund vnd jmmerdar. | Nun danket alle Gott mit Herzen, Mund und Händen. Der große Dinge tut an uns und allen Enden, Der uns von Mutterleib und Kindesbeinen an Unzählig viel zu gut bis hierher hat getan. Der ewig reiche Gott woll uns in unserm Leben Ein immer fröhlich Herz und edlen Frieden geben Und uns in seiner Gnad erhalten fort und fort Und uns aus aller Not erlösen hier und dort. Lob, Ehr und Preis sei Gott, dem Vater und dem Sohne Und Gott, dem Heilgen Geist im höchsten Himmelsthrone, ihm, dem dreieinen Gott, wie es im Anfang war Und ist und bleiben wird so jetzt und immerdar. |

## Adaptations musicales

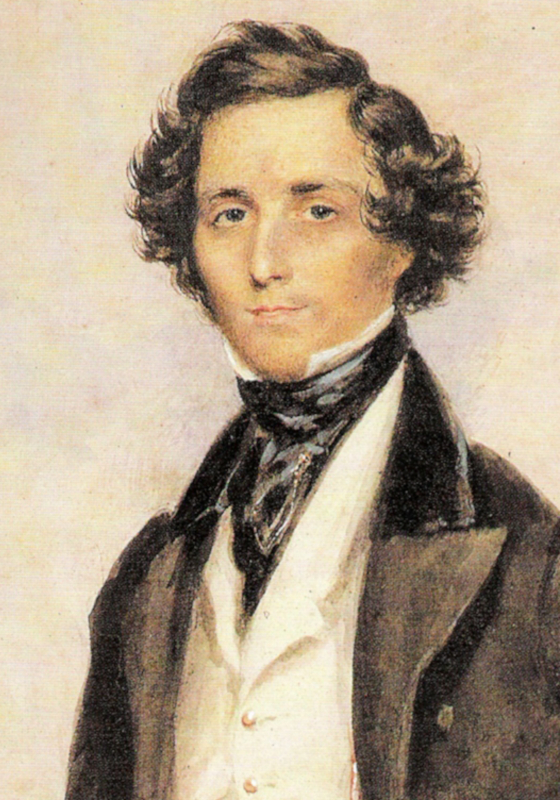
Le portrait de Felix Mendelssohn.

Le choral a connu de nombreuses adaptations musicales, y compris par Johann Christoph Altnikol, Johann Pachelbel, Georg Philipp Telemann, Jean-Sébastien Bach (BWV 79, 192, 252, 386, 657 et plusieurs fragments du choral), Felix Mendelssohn (Symphonie nº 2 (Lobgesang)), Franz Liszt, Johannes Brahms (Triumphlied) et Max Reger. Il figure dans le livre de cantiques protestants Evangelisches Gesangbuch sous le numéro 321 (EG 321). Dans le livre de cantiques catholiques Gotteslob, il porte le numéro 405 (GL 405), dans le Mennonitischen Gesangbuch le numéro 53 (MG 53) et dans le Neuapostolischen Gesangbuch le numéro 256 (NG 256). Le choral est également connu au-delà de l'Allemagne: il a été traduit en plusieurs langues, par exemple par Catherine Winkworth en anglais (Now thank we all our God).